# Anagnina (métro de Rome)
Anagnina est une station de la ligne A du métro de Rome. Elle est située sur la via Tuscolana, prolongement de la via Anagnina (it), dans le Municipi Roma VII, au sud-est de la ville de Rome.

## Situation sur le réseau
Établie en souterrain, la station Anagnina est le terminus sud-est de la ligne A du métro de Rome, après la station Cinecittà en direction de Battistini.

## Histoire
La station terminus Anagnina est mise en service le 11 juin 1980, lors de l'ouverture de l'exploitation du prolongement de la ligne depuis la station Cinecittà.